# تاکتیک‌های تروریسم
تاکتیک‌های تروریسم (انگلیسی: Tactics of terrorism) متنوع است. همان‌طور که حملات واقعی مهم است، ایجاد ترس و وحشت در بین توده مردم نیز مهم است، به‌طوری‌که تأثیر تهدید به خشونت به همان اندازه خشونت واقعی، مؤثر است.
در حالی که پیشرفت‌های تکنولوژی، مدرنیزه شدن و جهانی‌شدن به بسیاری از کشورها در طول سالیان برای کشف اعمال تروریستی کمک کرده‌است، گروه‌های تروریستی را نیز به استفاده از تاکتیک‌های جدید و سلاح‌های جدید رهنمون کرده‌است. تاکتیک‌های مختلفی که گروه‌های تروریستی استفاده می‌کنند می‌توانند بسیار پیچیده باشند. پروفسور دانشگاه هاروارد الن درشویتس در کتاب خودش به نام، چرا تروریسم کار می‌کند: شناخت تهدید و پاسخ به این چالشها، می‌گوید که قبل از سپیده دم، قبل از انفجار دینامیت‌ها و شلیک سلاح‌های اتوماتیک، و کشتن مردم توسط تروریست‌ها باید بر روی یک به یک پایه‌ها تمرکز کرد. درشویتس همچنین توضیح می‌دهد که معرفی سلاح‌ها و تکنولوژی‌های جدید، تروریست‌ها را قادر می‌سازد تا تأثیر بیشتری داشته و تعداد بیشتری کشته شوند:
«سلاح‌های انتخابی تروریست‌های پیشین خنجر، کمین انداختن، شمشیر و سم الیکسیر بودند. ابداع بمبهای دستی و تپانچه و اخیراً مسلسلهای خودکار و مواد منفجره پلاستیکی، تروریست‌ها را با کشتن افراد بیشتر، کارآمد تر کرده‌است. اکنون تخریب سلاح‌های کشتار جمعی یا فروش آن‌ها به تروریست‌ها اجازه می‌دهد تا کارکنان خود را تحت تأثیر قرار دهند، که حاکی از رویدادهای ۱۱ سپتامبر ۲۰۰۱ است، که تعداد کمی از افراد بسیار آموزش دیده مسلح به انگیزه‌های اولیه آماده برای از دست دادن زندگی خود، آن‌ها را قادر به استفاده از جت مسافر به عنوان سلاح کشتار جمعی می‌کند.»
تاکتیک‌های تروریستی تمایل به حملاتی است که از مقابله مؤثر و از آسیب‌پذیری‌ها اجتناب می‌کنند. به این ترتیب، گروه‌های تروریستی بالقوه از انواع مختلف تاکتیک‌های تروریسم بسته به شرایط که احتمال موفقیت داشته باشد استفاده می‌کنند. بعضی از تاکتیک‌های متعارف که بیشتر و گسترده در عملیات بسیاری از گروه‌های تروریستی استفاده می‌شود شامل تیراندازی، آدم‌ربایی، هواپیماربایی و گروگان‌گیری، بمب‌گذاری، و حملات انتحاری می‌باشد. تاکتیک‌های دیگر غیر متعارف تر هستند و تنها در چند مورد استفاده شده‌اند. با این حال، این تاکتیک‌های غیر متعارف توسط مقامات دولتی و کارشناسان در مورد تهدیدات احتمالی جدی گرفته می‌شود. بعضی از انواع تاکتیک‌های تروریسم غیر متعارف که معمولاً توسط کارشناسان تروریسم شناخته می‌شوند عبارتند از بیوتروریسم، تروریسم کشاورزی، تروریسم هسته ای و سایبرتروریسم.

## بمب‌گذاری
به عنوان یک نتیجه جهانی شدن، سهولت نسبی دسترسی به مواد شیمیایی که برای مواد منفجره استفاده می‌شود، دستگاه‌های انفجاری دست‌ساز بمب کنارجاده‌ای (IED) هارا به‌طور فزاینده‌ای برجسته ساخته‌است. این اثر دوگانه قدرت آتش تروریست‌ها را افزایش می‌دهد آنهایی که به‌طور کلی نسبت به اهدافشان ضعیف تر بوده و همچنین برای جذب هواداران خود نیاز به تبلیغات دارند.
ممکن است در خودروها نصب شود تا یک خودرو انفجاری بسازند که در جاده‌ها در نزدیکی وسیله نقلیه هدف قرار داده شده یا حتی نسبت به تجمع افراد برای حملات انتحاری مورد استفاده قرار گیرد.
از دیدگاه تاکتیکی، هر یک از این روش‌ها نقاط مثبت و نقاط منفی خود را دارند به عنوان مثال خودروی بمب‌گذاری شده به عنوان مکانیسم‌های خودشان عمل می‌کنند و می‌تواند یک مقدار نسبتاً زیادی مواد منفجره با وزن بیش از ۱۰۰۰ پوند (۴۵۰ کیلوگرم) را حمل کند، در حالی که یک کمربند انفجاری دارای مقدار بسیار کمتری مواد انفجاری است اما ممکن است اجازه دسترسی به فضاها و مناطقی که وسایل نقلیه نمی‌توانند در اختیار آن‌ها قرار دهند را تأمین کند.

## حملات انتحاری
تروریسم انتحاری نوعی تروریست تهاجمی است که در پی تحقیر و حتی از دست دادن حمایت از جامعه است. مشخصه یک تروریست انتحاری، این است که مهاجم انتظار ندارد که بعد از مأموریتش زنده بماند و اغلب روش حمله‌ای را اجرا می‌کند که برای موفق شدن نیاز به مرگ مهاجم دارد (مانند قرار دادن یک خودروی انفجاری، پوشیدن یک جلیقه انتحاری یا زدن یک هواپیما به یک ساختمان). در اصل، یک تروریست انتحاری در همان زمان که دیگران را می‌کشد خودش را هم می‌کشد. معمولاً این تاکتیک‌ها برای اهداف تظاهرات یا ترورهای هدفمند مورد استفاده قرار می‌گیرند. در اکثر موارد، هدف آن‌ها کشتن تعداد زیادی از مردم است؛ بنابراین، در حالی که اجبار و تهدید در تمام انواع تروریسم وجود دارد، اجبار و تهدید عنصر اصلی تروریسم انتحاری است.
تعداد حملات با استفاده از تاکتیک‌های انتحاری از ۵ عملیات در سالهای ۱۹۸۰ به ۱۸۰ عملیات در سالهای بین ۲۰۰۰ تا ۲۰۰۵ افزایش یافته‌است و از ۸۱ حمله انتحاری در سال ۲۰۰۱ به ۴۶۰ در سال ۲۰۰۵ افزایش داشته‌است. این حملات اهداف متنوع نظامی و غیرنظامی را هدف قرار داده‌اند، از جمله در سری‌لانکا، در اسرائیل از ۶ ژوئیه، ۱۹۸۹، در عراق از زمان حمله آمریکا به این کشور در سال ۲۰۰۳، و در پاکستان و افغانستان از ۲۰۰۵.
بین سال‌های ۱۹۸۰ و ۲۰۰۰، بیشترین تعداد حملات انتحاری توسط ببرهای آزادیبخش تامیل ایلام از سری‌لانکا انجام شده‌است. تعداد حملات انجام شده توسط LTTE دو برابر بیشتر از سایر سازمان بزرگ افراطی بوده‌است. در اسرائیل، غزه و کرانه غربی، بمب‌گذاری انتحاری یک استراتژی ضد اسرائیل است که عموماً توسط اسلامگرایان و گاهی اوقات گروه‌های سکولار فلسطینی از جمله جبهه مردمی آزادی فلسطین انجام می‌شود.
در روان‌شناسی تروریسم بحث دربارهٔ اینکه چه انگیزه و اهدافی موجب می‌شود که یک تروریست جان خود را با یک خودکشی انتحاری بدهد، می‌شود.

## حملات موشک و خمپاره
حملات راکتی و خمپاره از سال‌های ۱۹۸۲ تا ۲۰۱۲ به‌طور گسترده‌ای مورد استفاده قرار گرفته‌است؛ در مثال حملات موشکی در خاورمیانه به شهرها و شهرک‌ها توسط گروه‌های سیاسی نظیر حزب‌الله لبنان و حماس (که به عنوان تروریسم دولتی شناخته نمی‌شوند) و سازمان غیر سیاسی مانند جهاد اسلامی فلسطین، القاعده و بسیاری دیگر انجام شده‌است.
تعداد حملات با استفاده از پرتاب انفجاری پس از کاهش حملات انتحاری افزایش یافت، همان‌طور که در حملات راکتی فلسطین به اسرائیل دیده می‌شود، بر اساس گزارش‌ها بین ۸۰۰۰۰۰ نفر تا یک میلیون و نیم در خطر مستقیم خمپاره و محدوده موشکی قرار دارند در تحقیقاتی که در سال ۲۰۱۱ منتشر شد، ۱۵٬۰۰۰ نفر نیاز به درمان به دلیل اختلال استرسی پس از ضایعه روانی(PTSD) هستند و ۱۰۰۰ نفر که در معرض خمپاره (قسام) و حملات موشکی ب‌ام-۲۱ گراد قرار گرفته‌اند تحت درمان روانپزشکی قرار گرفته‌اند.

## حملات با استفاده از خودرو
در سال‌های ۲۰۰۰، تعدادی از حملات با استفاده از خودرو صورت گرفته‌است، تروریست‌ها از وسایل نقلیه سنگین یا سایر وسایل نقلیه موتوری برای زیر گرفتن عابرین پیاده یا حمله به وسایل نقلیه استفاده می‌کنند.
در مقایسه با حملات انتحاری، استفاده از وسیله نقلیه به عنوان سلاح آسان‌تر و برنامه‌ریزی و انجام بدون تشخیص است. در این تاکتیک نیازی به خرید مواد منفجره نیست. سلاح، یک وسیله نقلیه استاندارد قانونی خیابانی است که در کشور هدف مورد استفاده قرار می‌گیرد و بدون سوء ظن قابل استفاده می‌باشد. بر اساس گزارشی از اطلاعات جهانی استراتفور، استفاده از یک وسیله نقلیه به عنوان یک تاکتیک تروریستی تقریباً مؤثر است اما هنوز مانند یک بمب‌گذاری انتحاری مخرب نیست.
در سال ۲۰۱۶، دو حمله با استفاده از خودرو در اروپا رخ داد: حمله ماه ژوئیه ۲۰۱۶ نیس، فرانسه، که ۸۶ تن را کشت؛ و حمله کامیونی ۲۰۱۶ بازار کریسمس برلین آلمان که ۱۲ تن را کشت.
چهار حمله مشابه دیگر در سال ۲۰۱۷ انجام شد: یکی در اورشلیم در ماه ژانویه که چهار نفر و یکی در حمله ۲۰۱۷ وست‌مینستر لندن در ماه مارس که سه نفر کشته شدند. حمله ۲۰۱۷ استکهلم در ۷ آوریل ۵ تن را کشت. یک حمله دوم در ماه ژوئن ۲۰۱۷ لندن که سه نفر کشه شدند و حمله ۲۰۱۷ بارسلونا که حداقل چهارده نفر را کشت. در همان سال، یک حمله مشابه دیگر (حمله ۲۰۱۷ منهتن) در ایالات متحده، در شهر نیویورک، در ماه اکتبر رخ داد و هشت نفر را کشت.
سایر حملات تروریستی مشابه از سال ۲۰۱۴ به‌طور متناوب در کشورهای غربی رخ داده‌است، هرچند تلفاتی نداشته‌است.

## حملات به هواپیما و هواپیماربایی
در حمله نافرجام هواپیمائی سال ۲۰۰۲، موشک‌های سلاح دوش‌پرتاب سطح‌به‌هوا به هنگام بلند شدن یک هواپیمای مسافربری شلیک شدند.
هواپیماربایی به عنوان یک تاکتیک تروریستی نیز مورد استفاده قرار می‌گیرد. در حملات ۱۱ سپتامبر، ۱۹ تروریست القاعده پرواز شماره ۱۷۵ یونایتد ایرلاینزخطوط هوایی آمریکا، پرواز شماره ۷۷ امریکن ایرلاینز و پرواز ۹۳ خطوط هوایی آمریکا را ربوده و آن‌ها را به برج‌های دوقلو مرکز تجارت جهانی (۲۰۰۱–۱۹۷۳)، سمت جنوب غربی ساختمان پنتاگون و ساکنین شهر استونی کریک نزدیک شانکسویل، پنسیلوانیا کوبیدند که بر اثر این حمله تروریستی ۲٬۹۷۷ قربانی، که بیشتر آن‌ها شهروندان آمریکایی بودند کشته شدند.

## سلاح‌های شیمیایی و بیولوژیکی
بیوتروریسم انتشار عمدی ویروس‌ها، باکتری‌ها یا سایر میکروب‌ها (عوامل) است که برای ایجاد بیماری یا مرگ در افراد، حیوانات یا گیاهان استفاده می‌شود. عوامل بیولوژیکی به‌طور معمول در طبیعت یافت می‌شوند، اما ممکن است آن‌ها را تغییر دهند تا توانایی آن‌ها را برای ایجاد بیماری افزایش دهند، آن‌ها را به داروهای فعلی با افزایش توانایی آن‌ها در محیط زیست تبدیل کنند. عوامل بیولوژیکی در دست تروریست‌ها تهدید جدی برای امنیت دولت‌ها هستند؛ زیرا آن‌ها می‌توانند به راحتی از طریق هوا، آب و غذا پخش شوند. کشف عوامل بیولوژیکی نیز ممکن است دشوار باشد و اغلب بعد از چند ساعت تا چند روز ممکن است عوارض آن نمود پیدا کند.
یک نمونه برجسته از حمله بیوتروریستی به ایالات متحده حملات سیاه‌زخم یا آنتراکس سپتامبر ۲۰۰۱ است. در ۱۸ سپتامبر ۲۰۰۱، چندین نامه حاویسیاه‌زخم به رسانه‌ها و دفتر کنگره ایالات متحده، سناتور تام دشل و سناتور پاتریک لیهی فرستاده شد. پنج نفر از آمریکایی‌ها از طریق استنشاق در اثر تماس با نامه‌های آلوده جان خود را از دست دادند. در حالی که حملات آنتراکس سال ۲۰۰۱ نسبتاً کوچک بودند، دولت ایالات متحده از سال ۲۰۰۱ تاکنون چندین مرحله را برای تصویب قانون و ابتکارات با هدف حفاظت بهتر ایالات متحده در برابر حملات بیولوژیکی، بهبود سیستم بهداشت عمومی ایالات متحده و بهبود وضعیت توانایی ایالات متحده در پاسخ به حملات بیولوژیکی را گذرانده‌است.
استفاده از سلاح‌های شیمیایی توسط آئوم شیرینکو، یک جنبش جدید مذهبی ژاپن که در سال ۱۹۹۵ حادثه حمله با گاز سارین در متروی توکیو را انجام داد. ایان دیویدون، یک بریتانیایی نژادپرست سفیدپوست و نئونازیسم که در سال ۲۰۰۹ برای برنامه‌ریزی حملات تروریستی دربرگیرنده سم رایسیندستگیر شد. در سال ۲۰۱۱، دولت ایالات متحده اطلاعاتی را کشف کرد که گروه‌های تروریستی در تلاش برای به دست آوردن مقدار زیادی کرچک (گیاه) برای تولید سم ریزن بودند.

### تروریسم کشاورزی
یک زیرمجموعه بیوتروریسم، تروریسم کشاورزی است، اشاره به اشاعه عمدی بیماری حیوان یا گیاه‌پزشکی برای ایجاد ترس، ایجاد زیان اقتصادی یا تضعیف ثبات اجتماعی است. هدف نهایی تروریسم کشاورزی در کشتار دام و گیاهان و آلودگی مواد غذایی است که باعث ایجاد بحران اقتصادی در صنایع کشاورزی و مواد غذایی، ناآرامی‌های اجتماعی و از دست دادن اعتماد به دولت می‌شود. بسیاری از کارشناسان معتقدند که بخش کشاورزی و تأمین مواد غذایی ایالات متحده در میان آسیب‌پذیرترین و کمترین حفاظت است و از اهداف بالقوه است و آن‌ها بر این باورند که تروریست‌ها این را دریافته‌اند. بعد از آنکه نیروهای آمریکایی و متحدان آن‌ها به القاعده حمله کردند در پناهگاه‌ها و غارها در شرق افغانستان در سال ۲۰۰۲، اسناد کشاورزی ایالات متحده و کتاب‌های آموزش القاعده را در مورد هدف قرار دادن کشاورزی در میان هزاران سند دیگر یافتند.
تحلیلگران تعدادی از ویژگی‌های نظام کشاورزی ایالات متحده را شناسایی کرده‌اند که آن را بسیار آسیب‌پذیر می‌کند. با توجه به اینکه کشاورزی به‌طور کلی از گستردگی در زمین برخوردار است، مزارع به لحاظ جغرافیایی در محیط‌هایی که برای امنیت دشوار است پراکنده می‌شوند. همچنین دام‌ها معمولاً در مکان‌های محدود متمرکز شده‌اند، که به بیماری‌ها اجازه می‌دهد سریعاً حیوانات بیشتری را آلوده کنند. اگرچه بسیاری از کارشناسان معتقدند که ایالات متحده از آلودگی به تروریسم کشاورزی آسیب‌پذیر است، آن‌ها هرگز از حملات مربوط به تروریسم کشاورزی در مقیاس بزرگ رنج نمی‌برند. بسیاری از دانشمندان علوم سیاسی سال ۱۹۸۴ حمله سالمونلا را در دلس، اورگن به عنوان یک مثال کوچک از حملات کشاورزی در ایالات متحده آمریکا. می‌شناسند. یک فرقه مذهبی به‌طور عمدی ۱۰ رستوران را با سالمونلا آلوده کرد تا بتواند در انتخابات محلی نفوذ کند و بیش از ۷۵۰ نفر را مبتلا کرد. با وجودی که ایالات متحده تاکنون در مقیاس بزرگ حملات تروریسم کشاورزی را تجربه نکرده‌است، همانند اقدامات ضد بیوتروریسم، دولت ایالات متحده چندین قانون را تصویب کرده و ابتکارات را در چند دهه گذشته آغاز کرده‌است تا بتواند امنیت سیستم کشاورزی و آماده شدن برای حملات بالقوه را تقویت کند.

## سلاح هسته‌ای
در مورد حملات مربوط به سلاح‌های هسته ای نیز نگران‌کننده است. این قابل قبول است که تروریست‌ها می‌توانند یک سلاح هسته‌ای بدست آورند. در سال ۲۰۱۱، خبرگزاری انگلیسی بریتانیا، تلگراف، اسناد ویکی‌لیکس، مربوط به بازجویی‌های خالد شیخ محمد در مورد خلیج گوانتانامو را دریافت کرد. این اسناد به خالد اشاره کرده‌است که اگر اسامه بن لادن توسط ائتلاف ویلینگ دستگیر یا کشته شود، یک سلول خفته القاعده یک سلاح کشتارجمعی را در یک مکان مخفی در اروپا منفجر خواهد کرد و قول داد که این «یک جهنم هسته ای» می‌باشد.
در حالی که هیچ گروه تروریستی تاکنون موفق به استفاده از یک جنگ‌افزار هسته‌ای نشده‌است، بسیاری از دانشمندان علوم سیاسی و مقامات برجسته دولت، تروریسم هسته‌ای را یکی از بزرگترین تهدیدات امنیتی جهانی می‌دانند. شواهد قوی وجود دارد که گروه‌های تروریستی مانند القاعده به‌طور جدی به دنبال دستیابی به سلاح‌های هسته‌ای هستند و اورانیوم یا پلوتونیم غنی‌سازی شده (HEU) برای تولید سلاح هسته‌ای ضروری است. یکی دیگر از نگرانی‌های جدی این است که نقص در دستگاه‌های امنیتی هسته‌ای بسیاری از کشورها آن‌ها را به سرقت یا از دست دادن HEU یا پلوتونیوم رها کرده‌است. طبق اطلاعات آژانس بین‌المللی انرژی اتمی از بانک اطلاعاتی غیرقانونی قاچاق مواد (ITDB)، ۱۸ مورد از سرقت یا از دست رفتن HEU و پلوتونیوم در کشورهای عضو ITDB گزارش شده‌است. با توجه به این نگرانی‌های جدی، ایالات متحده، متحدان آن و سازمان‌های بین‌المللی مانند سازمان ملل متحد، چندین موافقت نامه و مقررات بین‌المللی را برای اطمینان از اینکه استانداردهای امنیت هسته‌ای همه کشورها کافی و مؤثر است، را بتصویب رسانده‌اند و امنیت همه ذخایر هسته‌ای آسیب‌پذیر و محافظت نشده در سراسر جهان در چند سال آینده را پیش‌بینی کرده‌اند.

## تروریسم سایبری
در فناوری اطلاعات در حال رشد، بسیاری از دانشمندان علوم سیاسی و مقامات برجسته دولتی به شدت نگران توانایی گروه‌های تروریستی در اجرای حملات سایبری و آسیب‌پذیری‌های دولت، در این حملات هستند. سایبرتروریسم به‌طور بالقوه می‌تواند به تاکتیک فزاینده‌ای برای گروه‌های تروریستی تبدیل شود، زیرا می‌توان آن‌ها را هزاران کیلومتر دور از هدف اجرا کرد و ردیابی مجرمان سخت است. در سخنرانی اکتبر ۲۰۱۲، وزیر دفاع ایالات متحده لئون پانه‌تا جدی بودن یک حمله سایبری به ایالات متحده را شرح داد: «یک حمله سایبری توسط مردم یا گروه‌های افراط گرای خشونت‌آمیز می‌تواند به اندازه حمله تروریستی ۱۱ سپتامبر مخرب باشد. چنین حمله تروریستی مخرب سایبری می‌تواند کشور را فلج کند.»
اصطلاح تروریسم سایبری ابتدا توسط بری کالین، یکی از کارشناسان ارشد مؤسسه امنیت و اطلاعات در کالیفرنیا در دهه ۱۹۸۰، به تصویر کشیده شد. مرکز مطالعات استراتژیک و بین‌المللی تروریسم سایبری را به عنوان «استفاده از ابزار شبکه کامپیوتری برای به تعطیل کشاندن زیرساخت‌های ملی و حیاتی (مانند انرژی، حمل و نقل، عملیات دولت) یا به اجبار یا ارعاب یک دولت یا مردم غیرنظامی تعریف کرده‌است.» بسیاری از کارشناسان بر این باورند که آسیب‌پذیری‌های جدید به عنوان ملت ایجاد می‌شود و زیرساخت‌های حیاتی آن‌ها بیشتر وابسته به شبکه‌های رایانه‌ای می‌شوند.
در حالیکه نگرانی در حال افزایش است، حملات سایبری علیه تروریسم هنوز تا حد زیادی به عنوان فرضی در خصوص ایالات متحده صورت می‌گیرد. جیمز لوئیس در گزارش خود برای مرکز مطالعات استراتژیک و بین‌المللی می‌نویسد: تا کنون، تروریسم سایبری به معنای کمی بیش از تبلیغات و جمع‌آوری اطلاعات است و هیچگونه زیرساخت‌های انتقادی تاکنون توسط حملات اینترنتی تروریستی بسته نشده‌است. لوئیس همچنین توضیح می‌دهد که چگونه گروه‌های تروریستی مانند القاعده از اینترنت استفاده قابل توجهی کرده‌اند، اما تنها به عنوان یک ابزار برای روابط درون گروهی، جمع‌آوری کمک‌های مالی و روابط عمومی بوده‌است. یک کتاب آموزش القاعده تحت عنوان «مطالعات نظامی در جهاد علیه رقیبان» توضیح می‌دهد که مواد منفجره سلاح ترجیحی تروریست‌ها هستند، زیراً مواد منفجره باعث ترس و وحشت دشمن می‌شود. در حالی که انفجارها دراماتیک هستند، ترس را به قلب مخالفان منتقل می‌کنند و آسیب پایدار ایجاد می‌کنند، حملات سایبری، مانند برخی از انواع تاکتیک‌های تروریسم، همان تأثیرات معنوی و سیاسی که تروریست‌ها دنبال می‌کنند را ندارند. برخی از دانشمندان علوم سیاسی مانند لوییس معتقدند سازمان‌های تروریستی مانند القاعده ممکن است از حملات سایبری برای قطع خدمات اضطراری استفاده کنند تا تأثیر یک حمله فیزیکی را تقویت و شدت بخشند.

## سلاح گرم متعارف
علی‌رغم تصویر مردم از تروریسم به عنوان بمب‌گذاری، و تعداد تلفات زیاد و تأثیرات رسانه‌ای بمبگذاری‌ها، اسلحه گرم متعارف تأثیرات بیشتری دارند اگر چه هنوز به صورت فراگیر مورد استفاده قرار نگرفته‌است. . به عنوان مثال، در حملات ۲۰۱۱ در نروژ، ۶۸ نفر توسط یک مرد با دو اسلحه کشته شدند. در حملات نوامبر ۲۰۰۸ در بمبئی بخشی از کشتار با اسلحه و بخشی توسط بمب انجام شد. همچنین، در تیراندازی فرودگاه بین‌المللی لس آنجلس سال ۲۰۱۳. که توسط یک مرد با تفنگ انجام شد یک افسر اداره امنیت حمل و نقل کشته و چند تن دیگر زخمی شدند.
در سال ۲۰۰۴، شورای اروپایی «نیاز به اطمینان از اینکه سازمان‌ها و گروه‌ها تروریستی از اجزای تجارت آن‌ها محروم شوند،» که شامل: «نیاز به اطمینان از امنیت بیشتر سلاح گرم، مواد منفجره، تجهیزات بمب‌گذاری و فناوری‌هایی که به ارتکاب عملیات‌های تروریستی کمک می‌کند.»

## حمله با چاقو
حملات چاقو کشی ارزان و آسان است اما برای نیروهای امنیتی ممانعت از آن بسیار مشکل است.

## حملات ثانویه
گروه‌های تروریستی ممکن است دستگاه‌های ثانویه را در یک فاصله زمانی کم بعد از انفجار طراحی کنند تا بتوانند نیروهای اورژانس و افرادی که برای رسیدگی به زخمی‌ها و کشته‌ها وارد شده‌اند را نابود کنند.

## آموزش
اردوگاه‌های آموزشی برای تروریست‌ها وجود دارد. محدوده آموزش به سطح پشتیبانی که سازمان‌های تروریستی از سازمان‌های مختلف و دولت‌ها دریافت می‌کنند دارد.

## پوش
در جایی که تروریسم در مناطقی که جنگ یا مقاومت است جریان داشته باشد، تروریست‌ها ممکن است در پشت یک بخش از جمعیت محلی پناه بگیرند و از آن موقعیت به عنوان پوش استفاده کنند.

## سرمایه‌گذاری
سرمایه‌گذاری می‌تواند در هر دو روش قانونی و غیرقانونی افزایش یابد. برخی از رایج‌ترین روش‌های جمع‌آوری کمک‌های مالی از طریق سازمان صوری، سازمان‌های خیریه یا سازمان‌های غیردولتی با ایدئولوژی‌های مشابه هستند. در صورت نبود بودجه دولتی، تروریست‌ها ممکن است به جرایم سازمان‌یافته برای فعالیت‌های خود متکی باشند که شامل آدم‌ربایی، قاچاق مواد مخدر یا سرقت می‌شود.
تأمین مالی تروریست‌ها از طریق استفاده از دستبرد و تونل‌های قاچاق زیر زمینی و احتمال اینکه از یک تونل قاچاق مسلح یا شبکه اجتماعی تروریستها برای راه اندازی عملیات آدم‌ربایی یا حمله تروریستی استفاده شود.

## ارتباطات
با وجودی که هنوز روش‌های ارتباطی قدیمی مانند بیسیم استفاده می‌شود، انقلاب تکنولوژی ارتباطات طی ۱۰ تا ۱۵ سال گذشته به‌طور چشمگیری تغییر کرده‌است که چگونه سازمان‌های تروریستی ارتباط برقرار می‌کنند. ایمیل‌ها، انتقال فکس، وب سایت‌ها، تلفن‌های همراه و تلفن‌های ماهواره‌ای باعث شده‌است که سازمان‌ها بتوانند به یک استراتژی جهانی فکر کنند. با این حال، وابستگی بیش از حد به این فناوری جدید، سازمان‌ها را آسیب‌پذیر می‌سازد که در یک مانیتورینگ پیچیده ارتباط و منابع اصلی آن‌ها کشف شود. هنگامی که اسامه بن لادن متوجه شد که مکالمات تلفن ماهواره‌ای او مورد شنود قرار می‌گیرد، او از این روش برای برقراری ارتباط استفاده نکرد.

## ترس
سلاح اصلی تروریسم ترس، ویرانی و کشتار است ولی هدف نهایی نیستند، بلکه همه آن‌ها یک ابزاری برای ایجاد ترس و وحشت در ذهن دشمن است. در یک وضعیت نامتقارن، دشمنانی که نمی‌شود به صورت نظامی شکست داد، ممکن است از لحاظ روانشناسی شکست بخورند، ممکن است ترس از حمله و پیامدهای آن ذهن آن‌ها را اشغال کرده و حتی ممکن است آن‌ها تمایل به رها کردن موقعیت نظامی خود داشته باشند تا از این ترس رها شوند.